# Kanton Angers-Nord-Est
Der Kanton Angers-Nord-Est war von 1790 bis 2015 ein französischer Wahlkreis im Arrondissement Angers, im Département Maine-et-Loire und in der Region Pays de la Loire; sein Hauptort war Angers.
Der Kanton umfasste Wahlberechtigte aus vier Gemeinden und einem Teil der Stadt Angers (angegeben ist hier die Gesamteinwohnerzahl).
| Gemeinde                | Einwohner Jahr | Fläche km² | Bevölkerungsdichte | Code INSEE | Postleitzahl |
| ----------------------- | -------------- | ---------- | ------------------ | ---------- | ------------ |
| Angers                  | 150.125 (2013) | –          | – Einw./km²        | 49007      | 49100        |
| Écouflant               | 3798 (2013)    | 17,02      | 223 Einw./km²      | 49129      | 49000        |
| Pellouailles-les-Vignes | 2500 (2013)    | 3,57       | 700 Einw./km²      | 49238      | 49112        |
| Saint-Sylvain-d’Anjou   | 4473 (2013)    | 21,26      | 210 Einw./km²      | 49323      | 49480        |
| Villevêque              | 2870 (2013)    | 28,03      | 102 Einw./km²      | 49377      | 49140        |